# Ceratina malindiae
Ceratina malindiae är en biart som först beskrevs av Daly 1988.  Ceratina malindiae ingår i släktet märgbin, och familjen långtungebin. Inga underarter finns listade i Catalogue of Life.